# CR16
CR16是美國國家半導體公司（National Semiconductor）所推出的16位元、RISC架構微控制器，其中CR為縮寫，全稱是CompactRISC，而16指的正是16位元的意思。CR16僅是此類型微控制器的總稱，更細部分類還有CR16HCS9、CR16MES5等其他分別。
CR16在內部架構上主要有兩次較大的改變演進，一為CR16B（先推出），另一為CR16C（後推出），不過國半公司也已經在推行CR16C的接替核心：CP3000族系，CP3000以CR16C核心為基礎進行更大的擴展延伸，CP3000也有細部衍生分類，不過編號上仍會以CP3做為開頭。

## 附註
1. ↑  英文簡稱：NS公司，中文簡稱：國半公司。

## 外部連結
- CompactRISC一般性概要總覽說明（英文）
- （英文）
- CP3000連接用處理器 （英文）